# Philomène (sainte)
Pour les articles homonymes, voir Philomène.
Philomène est le nom d'une sainte, vierge et martyre de l'Église catholique, qui a fait l'objet d'un culte de 1805 à 1961, culte qui provient des restes trouvés en 1802 dans la catacombe de Priscille, à Rome. Une inscription « Filumena » (transcrite en Philomène) fut prise pour le nom de la personne enterrée là ; on imagina ensuite que cette personne était une vierge martyre.
Les restes sont apportés à Mugnano del Cardinale en Campanie en 1805 et font l'objet d'une vénération importante. Plusieurs miracles leur sont attribués, comme la guérison de Pauline Jaricot en 1835, qui reçut une large publicité. Saint Jean-Marie Vianney attribue à son intercession des guérisons miraculeuses, que d'autres attribuent à sa propre intervention.
En 1833, une religieuse napolitaine assure qu'elle a eu une vision lui révélant que sainte Philomène était une princesse grecque martyrisée à l'âge de 13 ans, sous Dioclétien.
De 1837 à 1861, une fête liturgique est célébrée en son honneur en certains endroits, mais elle n'est pas incluse dans le calendrier catholique universel. Dans l'édition typique 1920 du Missel romain on en introduit une mention (sous la date de 11 août) dans la section Missæ pro aliquibus locis (messes en certains endroits), avec l'indication qu'on célèbre la messe commune des vierges martyres, sans textes propres à la sainte.
Le 14 février 1961, le Saint-Siège ordonne que le nom de sainte Philomène soit retiré de tous les calendriers liturgiques,. Par conséquent, le Missel romain de 1962 ne la mentionne pas. Autrefois, elle était fêtée le 10 août, 11 août ou 14 novembre selon les régions.
Néanmoins, ses reliques à Mugnano del Cardinale font encore l'objet de pèlerinages de nombreux pays ; il existe une archiconfrérie en son honneur, et elle fait l'objet de dévotion en différents endroits dans le monde. En France, le nom de la sainte est attaché à plusieurs établissements privés catholiques (sous contrat) : le collège Sainte-Philomène de Couëron, l'école Sainte-Philomène de Saint-Omer-de-Blain ou l'Institution Sainte Philomène de Haguenau (Alsace).

## Histoire
Le 24 mai 1802, alors qu’on recherchait des tombes de martyrs romains dans les catacombes de Priscille, on découvrit un tombeau. On l’ouvrit le 25 mai.

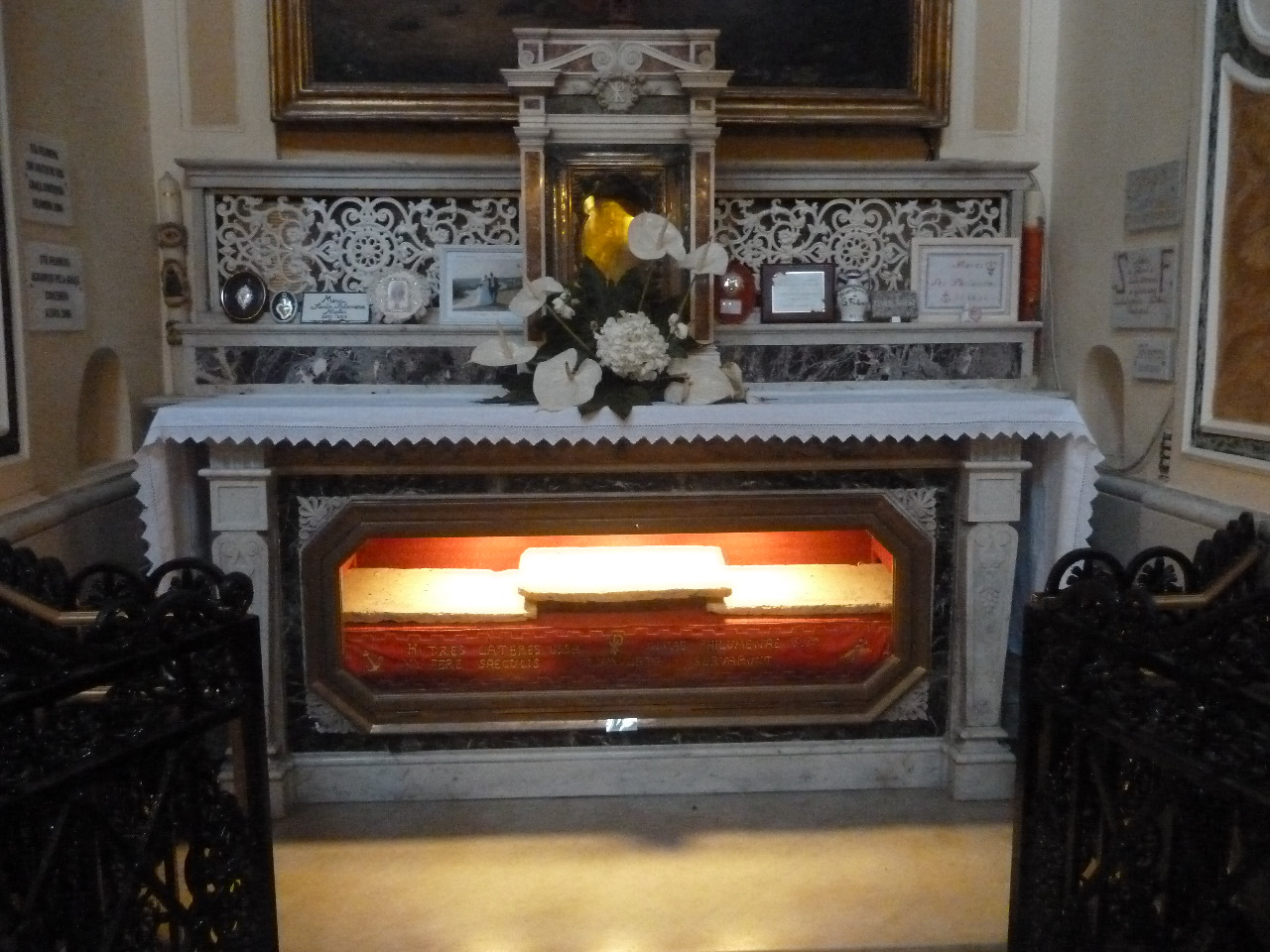
Sépulcre du sanctuaire de Sainte Philomène à Mugnano del Cardinale, Italie.

Trois dalles en terre cuite avaient été placées devant le tombeau. Elles comportaient des inscriptions peintes en rouge dans l'ordre suivant : LUMENA - PAXTE - CUM FI. Par ailleurs sur ces trois dalles, étaient également peints en rouge plusieurs emblèmes : une ancre (symbole de la foi stable et du salut), une palme (symbole de vie paradisiaque, avant de devenir l'emblème du triomphe des martyrs), deux flèches, orientées vers le haut et le bas, ainsi qu'une lance et un lys (symbole de pureté).
Le tombeau ouvert, on découvrit des restes humains ainsi qu'une ampoule de verre dont on crut qu'elle contenait du sang desséché (c'était en réalité un balsamaire). Les médecins présents constatèrent que le crâne avait été fracturé et que les restes étaient ceux d'une jeune fille âgée entre 12 et 15 ans. En raison des emblèmes (mal interprétés) et de ce que l'on prit pour une « fiole de sang », on s'imagina que la tombe était celle d'une martyre.
Le 10 août 1805, les reliques furent transférées à l'église de Mugnano del Cardinale, dans le diocèse de Nola (près de Naples) et conservées sous un des autels. Le 4 août 1827 Léon XII fit présent à l'église des trois dalles en argile, avec l'inscription que l'on peut voir dans l'église encore aujourd'hui. D'abord de son propre chef, puis (dans les éditions ultérieures) en se fondant sur des révélations privées faites à une religieuse de Naples et sur une explication possible des emblèmes peints sur les blocs à côté de l'inscription, Francesco Di Lucia, l'humble chanoine de l'église de Mugnano, qui avait rapporté les reliques de Rome et se donnait le titre de Custode del Corpo di S. Filomena (« Gardien du Corps de sainte Philomène »), composa le récit du martyre supposé de Philomène. Une première édition de ce roman hagiographique parut en 1824, suivie de nombreuses autres (1827, 1829, 1834 etc.)
À la suite de merveilleuses faveurs (guérisons, miracles de toute sorte) obtenues après des prières devant les reliques de la sainte à Mugnano, sa dévotion se diffusa rapidement et le pape Grégoire XVI, lui-même témoin de la guérison miraculeuse de Pauline Jaricot, mais après avoir prudemment fait mener des enquêtes sur la question, finit par autoriser le culte de la sainte in honorem s. Philumenæ virginis et martyris. Initialement fixée au 10 août la fête de sainte Philomène fut déplacée au 11 août sous Léon XIII.
En 1961, l'Église supprime la fête de Philomène des calendriers liturgiques. En effet, on ne sait finalement pas grand-chose d'elle, à commencer par l'ordre des trois dalles devant son tombeau qui a jeté une certaine suspicion. La première dalle aurait dû être placée en dernier de manière à donner : « Pax tecum Filumena » (La paix soit avec toi, Philomène), voeu banal dans l'épigraphie paléochrétienne concernant tout fidèle (mais non les martyrs, pour lesquels on ne priait pas, mais auxquels on demandait de prier). Philomène a-t-elle été enterrée à la hâte ?, comme certains le soutiennent, ou bien les dalles ne correspondent tout simplement pas avec le corps enterré, comme d'autres le prétendent, et conclure au martyre dans de telles conditions serait impossible.

Mais c'est surtout le nom de Philomène qui a posé un problème : on retrouva quelque temps plus tard une autre plaque qui donnait philoumenè theou (φιλουμένη Θεοῦ), « aimée de Dieu ». Philomène n'apparaissait plus comme un nom propre, mais seulement un qualificatif : « bien aimée ».

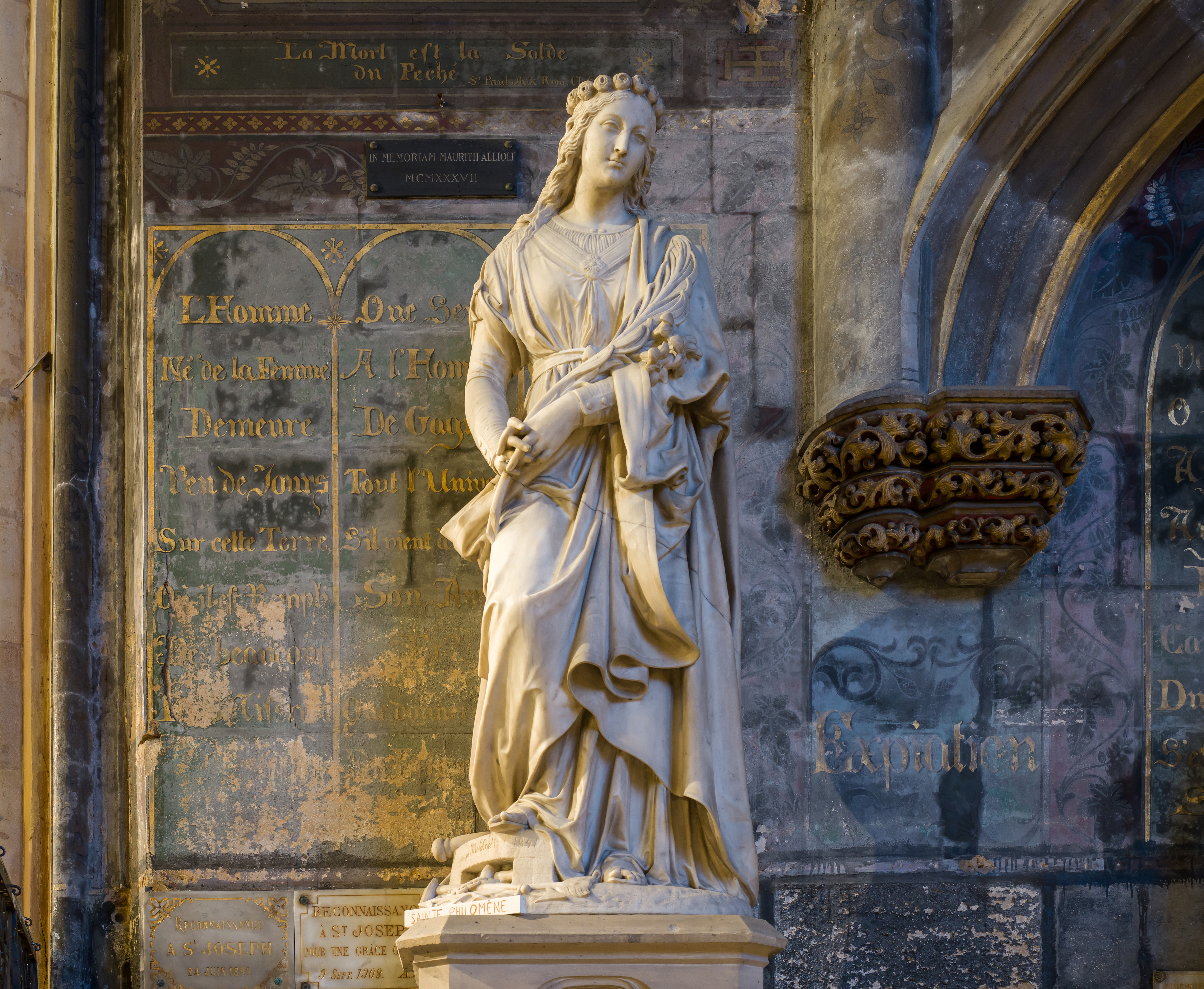
Statue de sainte Philomène à l'église Saint-Germain-l'Auxerrois de Paris.

Saint Pie X, pape, disait d'elle le 6 juin 1907 : « Ah ! Sainte Philomène ! Je suis bien attristé par ce que l’on écrit à son sujet. Est-ce possible de voir de telles choses ? Comment ne voient-ils pas que le grand argument en faveur du culte de sainte Philomène, c’est le Curé d’Ars ? Par elle, en son nom, au moyen de son intercession, il a obtenu d’innombrables grâces, de continuels prodiges. Sa dévotion envers elle était bien connue de tous, il la recommandait sans cesse. On lut ce nom Filumena sur sa tombe. Que ce soit son propre nom ou qu’elle en portât un autre […] peu importe. Il reste, il est acquis que l’âme qui informait ces restes sacrés était une âme pure et sainte que l’Église a déclarée l’âme d’une vierge martyre. Cette âme a été si aimée de Dieu, si agréable à l’Esprit Saint, qu’elle a obtenu les grâces les plus merveilleuses pour ceux qui eurent recours à son intercession… ».
En tout état de cause, Philomène est le nom que l'Église catholique continue de donner à la jeune fille dont les restes sont vénérés à Mugnano. Elle est la sainte patronne du Rosaire Vivant de Pauline Jaricot et des Enfants de Marie Immaculée. Elle est aussi vénérée comme patronne des bateliers, et l'on trouve sa représentation avec l'ancre de son martyre à Clamecy (statue, collégiale St-Martin), Roanne (vitrail, église Ste-Anne), Montauban (vitrail, cathédrale) et d'autres endroits où la batellerie a été ou reste importante. Elle est également guide des pèlerinages nationaux à La Salette.

## Hagiographie légendaire

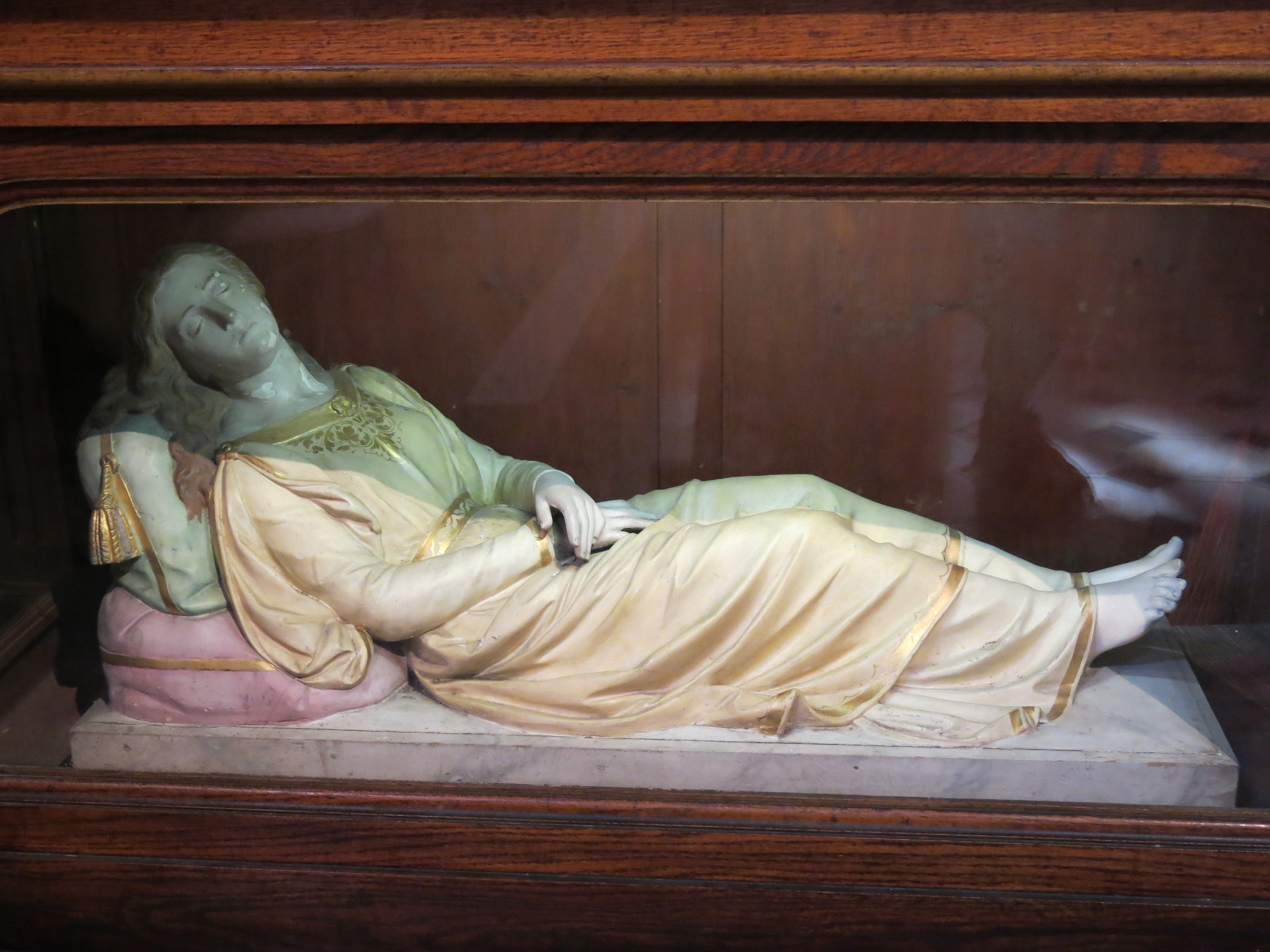
Gisant de Sainte Philomène à la cathédrale d'Antibes.

Selon le roman hagiographique composé par Francesco Di Lucia dans les années 1824-1834, Philomène serait une martyre victime de l’empereur Dioclétien qui la désirait. Se refusant à lui, elle aurait d’abord été flagellée, puis jetée dans le Tibre attachée à une ancre. Ceci lui vaudra de devenir une sainte patronne des bateliers. Sauvée par des anges, elle est rattrapée et criblée de flèches mais reste vivante. Elle serait morte décapitée.

## Gisants
Le sanctuaire de Mugnano del Cardinale en Italie n'est pas le seul lieu de vénération. Par exemple, il y a un gisant à la cathédrale Notre-Dame-de-l'Immaculée-Conception d'Antibes. Un autre se trouve à Lisbonne dans l'église Notre-Dame de la Conception (en portugais : Nossa Senhora da Conceição Velha), ainsi que dans l'église de Molve en Croatie, Notre-Dame de l'Assomption.
À Poussan, dans l'Hérault (34560, près de Sète), se trouve également un gisant de sainte Philomène.

## Remise en cause archéologique et hagiologique

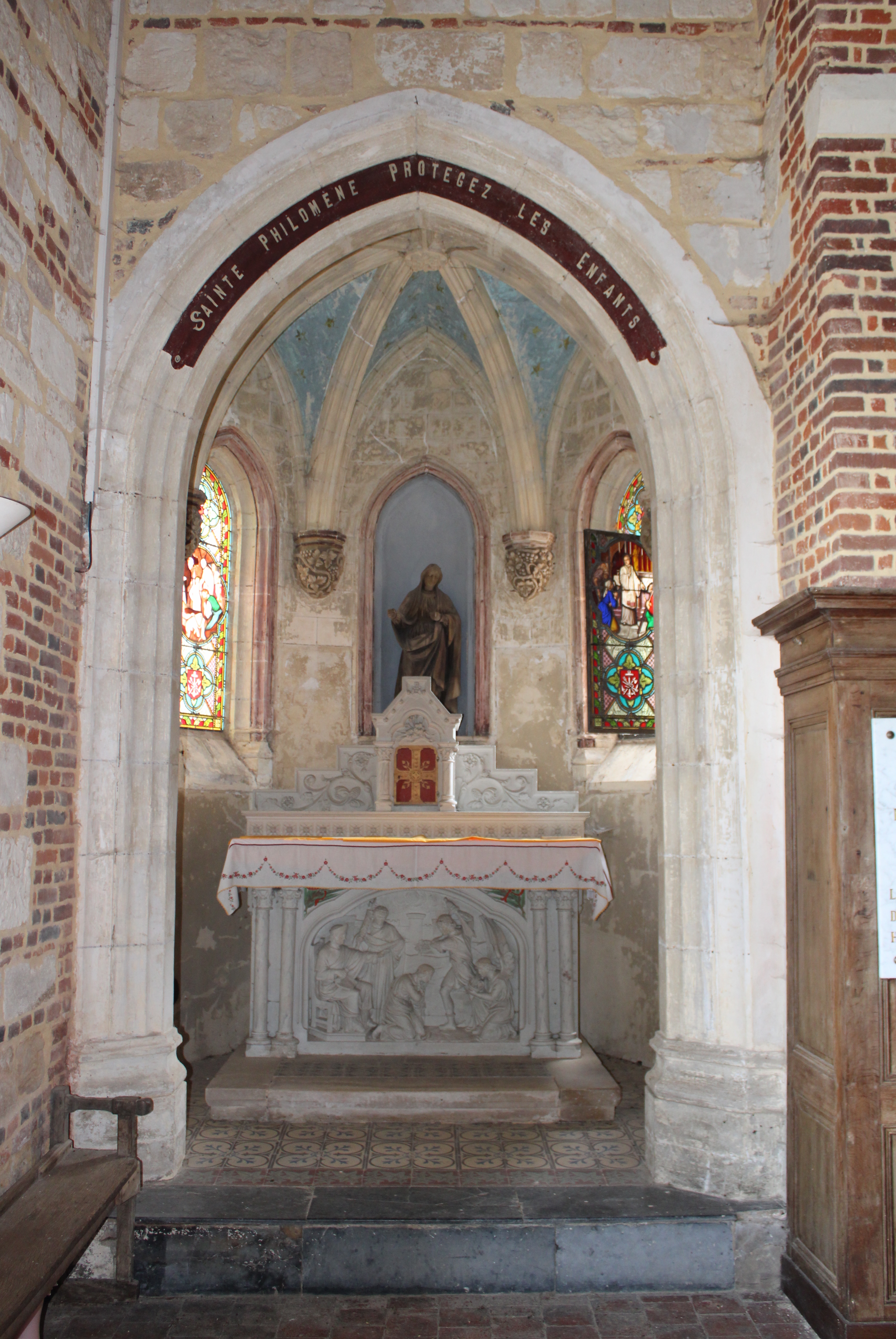
Chapelle de sainte Philomène dans l'église Saint-Martin d'Harcigny.

L'existence de sainte Philomène en tant que martyre a été mise en doute à partir du début du XXe siècle, concomitamment aux progrès de l'archéologie chrétienne et de l'hagiologie. La publication par l'archéologue Orazio Marucchi de ses découvertes archéologiques fut le point de départ de la réévaluation du dossier de Philomène. Marucchi montra que le bouleversement de l'ordre des plaques funéraires (ici : LUMENA - PAXTE - CUM FI) était une pratique courante chez les fossores du IVe siècle qui voulaient avertir les fidèles que le corps renfermé dans la tombe n'était pas celui du défunt dont le nom était encore visible sur la plaque, mais celui d'un chrétien obscur qui n'aurait pas d'épitaphe. Hippolyte Delehaye, dans sa recension très élogieuse de l'article de Marucchi, en tira deux conclusions : 1. Le corps trouvé en 1802 n'est pas celui de « Filumena », mais celui d'une personne anonyme. 2. Le corps trouvé en 1802 n'est pas celui d'une martyre, mais celui d'une personne qui a vécu probablement au quatrième siècle et en pleine paix. Ces conclusions attristèrent le pape  Pie X. Mais la démonstration fit son chemin : l'Encyclopédie Catholique n'hésitait pas à écrire dans son édition de 1911 : « En se fondant sur de prétendues révélations faites à une religieuse de Naples et sur une explication fantaisiste et indéfendable des peintures allégoriques trouvées sur les blocs à côté de l'inscription, Di Lucia, un chanoine de l'église de Mugnano, composa dans le goût romantique un récit purement imaginaire du martyre supposé de sainte Philomène, qui n'est mentionné dans aucune source antique ». Cette position rejoignait l'unanimité des milieux scientifiques (archéologues, historiens, historiens des religions). Peu à peu, l'idée que les restes de Mugnano n'étaient peut-être pas ceux d'une martyre remporta de plus en plus d'adhésion au sein même de l’Église catholique.
Jusqu'au pape Jean XXIII, le culte de la sainte continua malgré tout, même s'il était de plus en plus sujet à caution.
En 1961, la sainte fut rayée du calendrier par la Sacrée Congrégation des rites. Cette instruction était une directive liturgique qui n'interdit en aucune manière la dévotion privée envers elle. Sainte Philomène a conservé de nombreux fidèles. Des messes en son nom ont encore lieu en Belgique.

## Dans la culture populaire
Une légende raconte que sainte Philomène aurait protégé les hommes de Vandeuil partis à la guerre, avec une efficacité telle que ce petit village près de Reims fait aujourd’hui partie des communes de France sans monument aux morts.